# Calcasieu
De Calcasieu is een rivier met een lengte van 320 km in het zuidwesten van Louisiana, die ontspringt nabij Leesville in Vernon Parish en uitmondt in Calcasieu Lake en zo in de Golf van Mexico. De rivier stroomt van noord naar zuid, onder andere door Lake Charles.